# Effectifs du tournoi masculin de basket-ball aux Jeux olympiques d'été de 2004
Cette page contient la liste de toutes les équipes et leurs joueurs participant au Tournoi masculin de basket-ball aux Jeux olympiques d'été de 2004. L'âge est celui au début de la compétition, le 13 août 2004.

## Groupe A

### Argentine
| Numéro | Joueur               | Poste | Naissance         | Taille | Club(s) 2003-2004                |
| ------ | -------------------- | ----- | ----------------- | ------ | -------------------------------- |
| 4      | Juan Ignacio Sánchez | 1     | 8 avril 1977      | 1,93 m | CB Lucentum Alicante             |
| 5      | Emanuel Ginóbili     | 2     | 28 juillet 1977   | 1,98 m | Spurs de San Antonio             |
| 6      | Alejandro Montecchia | 1     | 1er janvier 1972  | 1,82 m | Valence                          |
| 7      | Fabricio Oberto      | 5     | 21 mars 1975      | 2,08 m | Valence                          |
| 8      | Walter Herrmann      | 3     | 26 juin 1979      | 2,03 m | Unicaja Málaga                   |
| 9      | Gabriel Fernández    | 5     | 23 octobre 1976   | 2,04 m | CB Valladolid                    |
| 10     | Hugo Sconochini      | 2     | 10 avril 1971     | 1,92 m | Olimpia Milan                    |
| 11     | Luis Scola           | 4     | 30 avril 1980     | 2,06 m | Tau Cerámica                     |
| 12     | Leonardo Gutiérrez   | 4     | 16 mai 1978       | 2,00 m | Obras Sanitarias de Buenos Aires |
| 13     | Andrés Nocioni       | 3-4   | 30 novembre 1979  | 2,01 m | Tau Cerámica                     |
| 14     | Carlos Delfino       | 3     | 29 août 1982      | 1,98 m | Fortitudo Bologna                |
| 15     | Rubén Wolkowyski     | 5     | 30 septembre 1973 | 2,08 m | Olympiakós                       |

Sélectionneur : Rubén Magnano

### Chine
| Numéro | Joueur         | Poste | Naissance          | Taille | Club(s) 2003-2004         |
| ------ | -------------- | ----- | ------------------ | ------ | ------------------------- |
| 4      | Chen Ke        | 3     | 16 mai 1979        | 2,04 m | Bayi Rockets              |
| 5      | Liu Wei        | 2     | 15 janvier 1980    | 1,90 m | Shanghai Sharks           |
| 6      | Zhang Jingsong | 1     | 20 mars 1977       | 1,82 m | Beijing Ducks             |
| 7      | Guo Shiqiang   | 2     | 8 juillet 1975     | 1,92 m | Liaoning Hunters          |
| 8      | Zhu Fangyu     | 4     | 5 janvier 1983     | 2,01 m | Guangdong Southern Tigers |
| 9      | Zhang Yunsong  | 3     | 1er septembre 1973 | 1,98 m | Bayi Rockets              |
| 10     | Li Nan         | 3     | 25 septembre 1976  | 1,98 m | Bayi Rockets              |
| 11     | Yi Jianlian    | 5     | 27 octobre 1987    | 2,12 m | Guangdong Southern Tigers |
| 12     | Mo Ke          | 4     | 8 septembre 1982   | 2,08 m | Shenyang Army             |
| 13     | Yao Ming       | 5     | 12 septembre 1980  | 2,26 m | Rockets de Houston        |
| 14     | Mengke Bateer  | 5     | 20 novembre 1975   | 2,10 m | Raptors de Toronto        |
| 15     | Du Feng        | 4     | 30 juillet 1981    | 2,07 m | Guangdong Southern Tigers |

Sélectionneur : Del Harris
Assistant :  Jonas Kazlauskas et Adi Jiang

### Espagne
| Numéro | Joueur               | Poste | Naissance         | Taille | Club(s) 2003-2004    |
| ------ | -------------------- | ----- | ----------------- | ------ | -------------------- |
| 4      | Pau Gasol            | 4     | 6 juillet 1980    | 2,13 m | Grizzlies de Memphis |
| 5      | Iker Iturbe          | 5     | 10 juillet 1976   | 2,01 m | Estudiantes Madrid   |
| 6      | Jaume Comas          | 1     | 2 août 1974       | 1,86 m | CE Lleida            |
| 7      | Juan Carlos Navarro  | 1     | 13 juin 1980      | 1,91 m | FC Barcelone         |
| 8      | José Manuel Calderón | 1     | 28 septembre 1981 | 1,90 m | TAU Cerámica         |
| 9      | Felipe Reyes         | 4-5   | 16 mars 1980      | 2,06 m | Estudiantes Madrid   |
| 10     | Carlos Jiménez       | 3     | 10 février 1976   | 2,04 m | Estudiantes Madrid   |
| 11     | Óscar Yebra          | 2     | 15 juillet 1974   | 2,00 m | CB Valladolid        |
| 12     | Roberto Dueñas       | 5     | 1er novembre 1975 | 2,21 m | FC Barcelone         |
| 13     | Rudy Fernandez       | 3     | 4 avril 1985      | 1,96 m | Joventut Badalona    |
| 14     | Rodrigo de la Fuente | 3     | 28 novembre 1976  | 2,00 m | FC Barcelone         |
| 15     | Jorge Garbajosa      | 4     | 19 décembre 1977  | 2,07 m | Benetton Trévise     |

Sélectionneur  :  Mario Pesquera
Assistants : Joan Creus, Manuel Genaro Díaz

### Italie
| Numéro | Joueur             | Poste | Naissance         | Taille | Club(s) 2003-2004         |
| ------ | ------------------ | ----- | ----------------- | ------ | ------------------------- |
| 4      | Nikola Radulović   | 4     | 26 avril 1973     | 2,07 m | Joventut Badalona         |
| 5      | Gianluca Basile    | 2     | 24 janvier 1975   | 1,92 m | Skipper Bologna           |
| 6      | Giacomo Galanda    | 5     | 30 janvier 1975   | 2,10 m | Montepaschi Sienna        |
| 7      | Matteo Soragna     | 3     | 26 décembre 1975  | 1,97 m | Lauretana Biella          |
| 8      | Denis Marconato    | 5     | 29 juillet 1975   | 2,11 m | Benetton Trévise          |
| 9      | Gianmarco Pozzecco | 1     | 15 septembre 1972 | 1,80 m | Skipper Bologna           |
| 10     | Alex Righetti      | 3     | 14 août 1977      | 2,00 m | Pallacanestro Virtus Rome |
| 11     | Rodolfo Rombaldoni | 2     | 15 décembre 1976  | 1,93 m | Viola Reggio de Calabre   |
| 12     | Massimo Bulleri    | 1     | 10 septembre 1977 | 1,88 m | Benetton Trévise          |
| 13     | Michele Mian       | 2     | 18 juillet 1973   | 1,93 m | Pallalcesto Amatori Udine |
| 14     | Roberto Chiacig    | 5     | 1er décembre 1974 | 2,10 m | Montepaschi Sienna        |
| 15     | Luca Garri         | 5     | 3 janvier 1982    | 2,04 m | Basket Livorno            |

Sélectionneur : Carlo Recalcati
Assistant : Fabrizio Frates, Giovanni Piccin

### Nouvelle-Zélande
| Numéro | Joueur         | Poste | Naissance         | Taille | Club(s) 2003-2004    |
| ------ | -------------- | ----- | ----------------- | ------ | -------------------- |
| 4      | Mark Dickel    | 1     | 21 décembre 1976  | 1,87 m | Fenerbahçe SK        |
| 5      | Paora Winitana | 2-3   | 6 décembre 1976   | 1,96 m | New Zealand Breakers |
| 6      | Kirk Penney    | 2     | 23 novembre 1980  | 1,96 m | New Zealand Breakers |
| 7      | Paul Henare    | 2     | 4 mars 1979       | 1,82 m | New Zealand Breakers |
| 8      | Aaron Olson    | 3     | 25 mars 1974      | 1,97 m | New Zealand Breakers |
| 9      | Phillip Jones  | 3     | 11 mai 1978       | 1,95 m | New Zealand Breakers |
| 10     | Dillon Boucher | 3     | 27 décembre 1975  | 1,96 m | New Zealand Breakers |
| 11     | Pero Cameron   | 4     | 5 juin 1974       | 2,00 m | New Zealand Breakers |
| 12     | Sean Marks     | 4-5   | 23 août 1975      | 2,08 m | Spurs de San Antonio |
| 13     | Ed Book        | 5     | 23 septembre 1970 | 2,10 m | Nelson Giants        |
| 14     | Craig Bradshaw | 5     | 28 juillet 1983   | 2,10 m | Eagles de Winthrop   |
| 15     | Tony Rampton   | 5     | 30 mai 1976       | 2,13 m | Cairns Taipans       |

Sélectionneur  :  Tab Baldwin
Assistant :  Murray McMahon, Nenad Vučinić

### Serbie-et-Monténégro
| Numéro | Joueur              | Poste | Naissance        | Taille | Club(s) 2003-2004        |
| ------ | ------------------- | ----- | ---------------- | ------ | ------------------------ |
| 4      | Dejan Bodiroga      | 3     | 2 mars 1973      | 2,03 m | FC Barcelone             |
| 5      | Petar Popović       | 5     | 28 juillet 1979  | 2,11 m | KK Hemofarm              |
| 6      | Đuro Ostojić        | 5     | 17 février 1976  | 2,07 m | KK Partizan Belgrade     |
| 7      | Vladimir Radmanović | 3     | 19 novembre 1980 | 2,06 m | SuperSonics de Seattle   |
| 8      | Igor Rakočević      | 1     | 29 mars 1978     | 1,94 m | Étoile rouge de Belgrade |
| 9      | Vlado Šćepanović    | 2     | 13 novembre 1975 | 1,96 m | KK Partizan Belgrade     |
| 10     | Vule Avdalović      | 1     | 24 novembre 1981 | 1,94 m | KK Partizan Belgrade     |
| 11     | Predrag Drobnjak    | 5     | 27 octobre 1975  | 2,07 m | Clippers de Los Angeles  |
| 12     | Nenad Krstić        | 5     | 25 juillet 1983  | 2,14 m | Nets du New Jersey       |
| 13     | Miloš Vujanić       | 1     | 13 novembre 1980 | 1,92 m | Skipper Bologna          |
| 14     | Dejan Tomašević     | 5     | 6 mai 1973       | 2,08 m | Valence                  |
| 15     | Aleksandar Pavlović | 2-3   | 15 novembre 1983 | 2,01 m | Jazz de l'Utah           |

Sélectionneur  :  Željko Obradović
Assistants : Dragan Šakota

## Groupe B

### Angola
| Numéro | Joueur             | Poste | Naissance         | Taille | Club(s) 2003-2004                     |
| ------ | ------------------ | ----- | ----------------- | ------ | ------------------------------------- |
| 4      | Olímpio Cipriano   | 2-3   | 9 avril 1982      | 1,93 m | Clube Desportivo Primeiro de Agosto   |
| 5      | Walter Costa       | 1     | 25 mars 1973      | 1,85 m | Clube Desportivo Primeiro de Agosto   |
| 6      | Ângelo Victoriano  | 4-5   | 8 février 1968    | 1,96 m | Clube Desportivo Primeiro de Agosto   |
| 7      | Gerson Monteiro    | 2     | 12 juillet 1973   | 1,90 m | Atlético Petróleos de Luanda          |
| 8      | Edmar Victoriano   | 3     | 10 novembre 1975  | 1,95 m | Clube Desportivo Primeiro de Agosto   |
| 9      | Víctor de Carvalho | 3     | 20 février 1969   | 1,93 m | Atlético Petróleos de Luanda          |
| 10     | Joaquim Gomes      | 4-5   | 23 décembre 1980  | 2,00 m | Crusaders de Valparaiso               |
| 11     | Víctor Muzadi      | 4-5   | 22 juin 1978      | 2,01 m | Clube Desportivo Primeiro de Agosto   |
| 12     | Abdel Moussa       | 5     | 8 avril 1980      | 2,02 m | Clube Desportivo Primeiro de Agosto   |
| 13     | Carlos Almeida     | 2-3   | 24 septembre 1976 | 1,92 m | Clube Desportivo Primeiro de Agosto   |
| 14     | Miguel Lutonda     | 1     | 24 décembre 1971  | 1,86 m | Clube Desportivo Primeiro de Agosto   |
| 15     | Eduardo Mingas     | 4-5   | 29 janvier 1979   | 1,96 m | Grupo Desportivo Interclube de Angola |

Sélectionneur  :  Mário Palma
Assistants : Raúl Duarte, Jaime Covilha

### Australie
| Numéro | Joueur           | Poste | Naissance         | Taille | Club(s) 2003-2004      |
| ------ | ---------------- | ----- | ----------------- | ------ | ---------------------- |
| 4      | Tony Ronaldson   | 3     | 25 mai 1972       | 2,03 m | Perth Wildcats         |
| 5      | Brett Maher      | 1     | 17 avril 1973     | 1,88 m | Adelaide 36ers         |
| 6      | Andrew Bogut     | 4     | 28 novembre 1984  | 2,07 m | Utes de l'Utah         |
| 7      | Martin Cattalini | 3     | 4 octobre 1973    | 2,02 m | Adelaide 36ers         |
| 8      | John Rillie      | 2     | 4 novembre 1971   | 1,95 m | West Sydney Razorbacks |
| 9      | C.J. Bruton      | 1     | 13 décembre 1975  | 1,88 m | Sydney Kings           |
| 10     | Jason Smith      | 2-3   | 20 octobre 1974   | 1,94 m | Sydney Kings           |
| 11     | Shane Heal       | 1     | 6 septembre 1970  | 1,83 m | Sydney Kings           |
| 12     | Glen Saville     | 3     | 17 janvier 1976   | 1,99 m | Wollongong Hawks       |
| 13     | David Andersen   | 5     | 23 juin 1980      | 2,12 m | Montepaschi Sienna     |
| 14     | Matthew Nielsen  | 4     | 3 février 1978    | 2,09 m | Sydney Kings           |
| 15     | Paul Rogers      | 5     | 29 septembre 1973 | 2,08 m | CB Girona              |

Sélectionneur  :  Brian Goorjian
Assistant :  Brendan Joyce, Ken Shields

### États-Unis
| Numéro | Joueur            | Poste | Naissance         | Taille | Club(s) 2003-2004      |
| ------ | ----------------- | ----- | ----------------- | ------ | ---------------------- |
| 4      | Allen Iverson     | 1     | 7 juin 1975       | 1,82 m | 76ers de Philadelphie  |
| 5      | Stephon Marbury   | 1     | 20 février 1977   | 1,87 m | Knicks de New York     |
| 6      | Dwyane Wade       | 2     | 17 janvier 1982   | 1,93 m | Heat de Miami          |
| 7      | Carlos Boozer     | 4     | 20 novembre 1981  | 2,05 m | Cavaliers de Cleveland |
| 8      | Carmelo Anthony   | 3     | 29 mai 1984       | 2,03 m | Nuggets de Denver      |
| 9      | LeBron James      | 3     | 20 décembre 1984  | 2,03 m | Cavaliers de Cleveland |
| 10     | Emeka Okafor      | 5     | 28 septembre 1982 | 2,07 m | Huskies du Connecticut |
| 11     | Shawn Marion      | 3     | 7 mai 1978        | 2,00 m | Suns de Phoenix        |
| 12     | Amar'e Stoudemire | 5     | 16 novembre 1982  | 2,08 m | Suns de Phoenix        |
| 13     | Tim Duncan        | 4     | 25 avril 1976     | 2,10 m | Spurs de San Antonio   |
| 14     | Lamar Odom        | 4     | 6 novembre 1979   | 2,08 m | Heat de Miami          |
| 15     | Richard Jefferson | 2     | 21 juin 1980      | 2,00 m | Nets du New Jersey     |

Sélectionneur  :  Larry Brown
Assistants : Gregg Popovich, Roy Williams, Oliver Purnell

### Grèce
| Numéro | Joueur                  | Poste | Naissance        | Taille | Club(s) 2003-2004 |
| ------ | ----------------------- | ----- | ---------------- | ------ | ----------------- |
| 4      | Frangískos Alvértis     | 3     | 11 juin 1974     | 2,04 m | Panathinaïkos     |
| 5      | Theódoros Papaloukás    | 2     | 8 mai 1977       | 2,00 m | CSKA Moscou       |
| 6      | Níkos Zísis             | 2     | 16 août 1983     | 1,95 m | AEK Athènes       |
| 7      | Dimítrios Papanikoláou  | 3     | 7 février 1977   | 2,02 m | Panathinaïkos     |
| 8      | Vasílios Spanoúlis      | 2     | 7 août 1982      | 1,96 m | Maroussi Athènes  |
| 9      | Antónios Fótsis         | 4     | 1er avril 1981   | 2,09 m | Real Madrid       |
| 10     | Níkos Chatzivréttas     | 2     | 26 mai 1977      | 1,95 m | Panathinaïkos     |
| 11     | Dímos Dikoúdis          | 4     | 24 juin 1977     | 2,06 m | CSKA Moscou       |
| 12     | Konstantínos Tsartsarís | 5     | 17 octobre 1979  | 2,09 m | Panathinaïkos     |
| 13     | Dimítris Diamantídis    | 1     | 6 mai 1980       | 1,96 m | Iraklis Salonique |
| 14     | Lázaros Papadópoulos    | 5     | 3 juin 1980      | 2,10 m | MBK Dynamo Moscou |
| 15     | Michaíl Kakioúzis       | 4     | 29 novembre 1976 | 2,04 m | MBK Dynamo Moscou |

Sélectionneur  :  Panayótis Yannákis
Assistants : Leftéris Kakioúsis, Ioánnis Sfairópoulos

### Lituanie
| Numéro | Joueur               | Poste | Naissance         | Taille | Club(s) 2003-2004   |
| ------ | -------------------- | ----- | ----------------- | ------ | ------------------- |
| 4      | Vidas Ginevičius     | 1     | 11 mai 1978       | 1,93 m | Žalgiris Kaunas     |
| 5      | Mindaugas Žukauskas  | 3     | 24 août 1975      | 2,01 m | Montepaschi Sienna  |
| 6      | Arvydas Macijauskas  | 2     | 19 janvier 1980   | 1,92 m | TAU Cerámica        |
| 7      | Saulius Štombergas   | 3     | 14 décembre 1973  | 2,04 m | UNICS Kazan         |
| 8      | Ramūnas Šiškauskas   | 2     | 10 septembre 1978 | 1,98 m | Lietuvos rytas      |
| 9      | Darius Songaila      | 3     | 14 février 1978   | 2,04 m | Kings de Sacramento |
| 10     | Donatas Slanina      | 2     | 23 avril 1977     | 1,92 m | CDB Séville         |
| 11     | Eurelijus Žukauskas  | 5     | 22 août 1973      | 2,18 m | UNICS Kazan         |
| 12     | Kšyštof Lavrinovič   | 4-5   | 1er novembre 1979 | 2,10 m | Ural Great Perm     |
| 13     | Šarūnas Jasikevičius | 1     | 5 mars 1976       | 1,93 m | Maccabi Tel-Aviv    |
| 14     | Dainius Šalenga      | 4     | 15 avril 1977     | 1,98 m | Žalgiris Kaunas     |
| 15     | Robertas Javtokas    | 5     | 20 mars 1980      | 2,10 m | Lietuvos rytas      |

Sélectionneur  :  Antanas Sireika
Assistants : Valdemaras Chomičius, Gintaras Krapikas, Donnie Nelson

### Porto Rico
| Numéro | Joueur               | Poste | Naissance         | Taille | Club(s) 2003-2004       |
| ------ | -------------------- | ----- | ----------------- | ------ | ----------------------- |
| 4      | José Ortiz           | 5     | 23 octobre 1963   | 2,11 m | Cangrejeros de Santurce |
| 5      | Eddie Casiano        | 2-3   | 20 septembre 1972 | 1,92 m | Leones de Ponce         |
| 6      | Bobby Joe Hatton     | 1     | 11 octobre 1976   | 1,88 m | Leones de Ponce         |
| 7      | Carlos Arroyo        | 1     | 30 juillet 1979   | 1,85 m | Jazz de l'Utah          |
| 8      | Rick Apodaca         | 2-3   | 1er juillet 1980  | 1,95 m | Flight de Huntsville    |
| 9      | Christian Dalmau     | 2     | 29 août 1975      | 1,92 m | Atléticos de San Germán |
| 10     | Larry Ayuso          | 2     | 27 mars 1977      | 1,92 m | Beşiktaş                |
| 11     | Peter John Ramos     | 5     | 23 mai 1985       | 2,19 m | Criollos de Caguas      |
| 12     | Rolando Hourruitiner | 3     | 28 mai 1975       | 2,04 m | Cangrejeros de Santurce |
| 13     | Sharif Fajardo       | 4     | 9 juin 1976       | 2,10 m | Pallacanestro Trieste   |
| 14     | Jorge Rivera         | 3     | 9 décembre 1973   | 2,01 m | Vaqueros de Bayamón     |
| 15     | Daniel Santiago      | 5     | 24 juin 1976      | 2,13 m | Bucks de Milwaukee      |

Sélectionneur  :  Julio Toro
Assistants :  Flor Meléndez et Manolo Cintrón